# Croquis

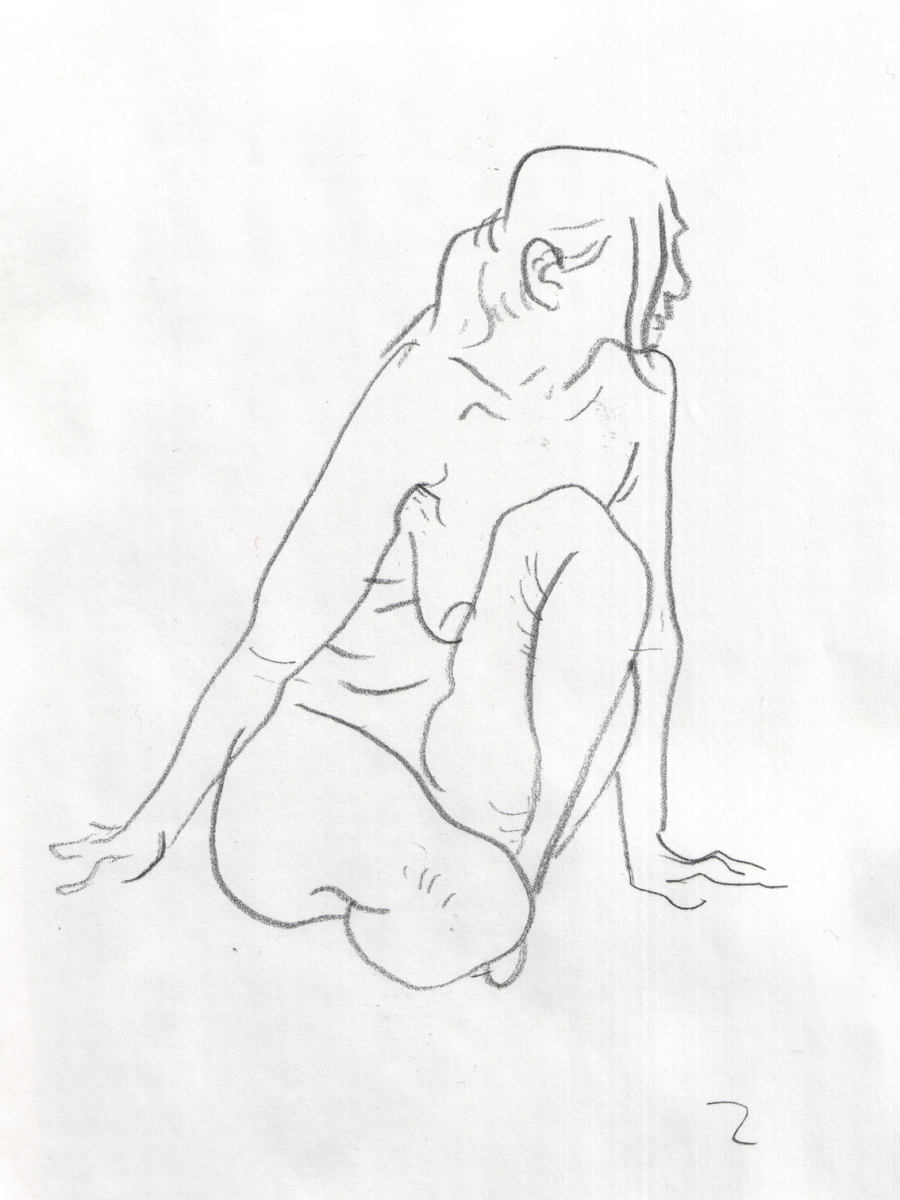
Croqui de um desenho de uma mulher

Um croquis (palavra francesa eventualmente traduzida para o português como croqui, esboço ou rascunho) costuma-se caracterizar como um desenho básico ou um esboço qualquer.
Um croquis, portanto, não exige grande precisão, refinamento gráfico ou mesmo cuidados com sua preservação; diferente de desenhos finalizados. Costuma ser realizado em intervalos de tempo relativamente curtos, como períodos de 10 a 15 minutos. O que costuma ser mais importante no croquis é o registro gráfico de uma ideia instantânea, através de uma técnica de desenho rápida e descompromissada.

## Uso da palavra

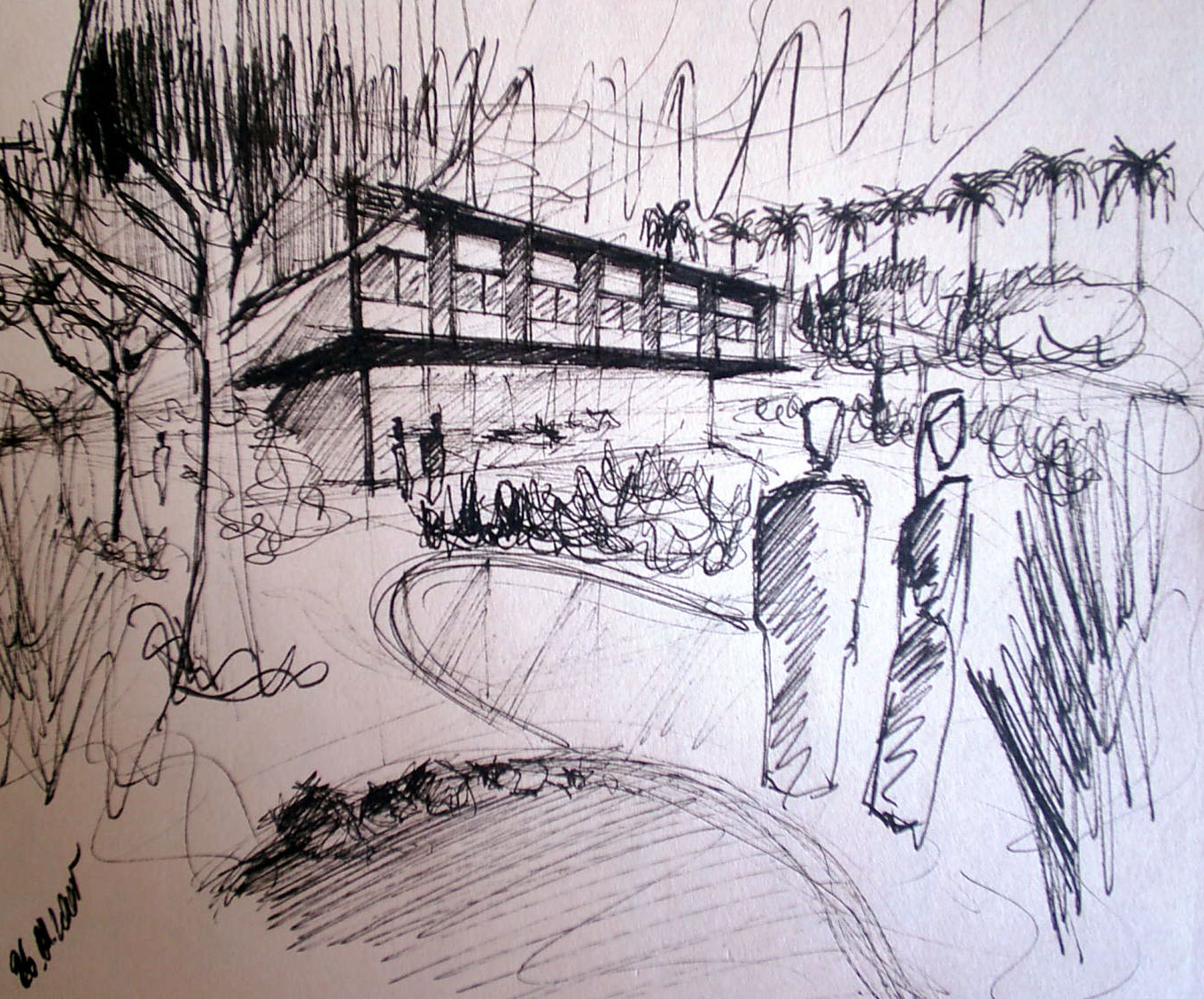
Exemplo de um croquis rápido desenhado com nanquim.

Usa-se a palavra em francês pois normalmente seu correspondente em português (esboço) pode possuir, dependendo do contexto, um significado diferente, especialmente quando se trata do desenho arquitetônico, para o qual o croquis possui um papel de destaque, sendo considerado uma etapa de projeto arquitônico. Neste contexto, o croquis costuma ser considerado um desenho bastante pessoal usado principalmente para discutir ideias: ele não é um fim em si mesmo. Já o esboço costuma ser considerado uma etapa inicial para um desenho mais elaborado (neste contexto, portanto, o esboço passa a ser um "fim em si mesmo"). De qualquer forma, as duas palavras também são usadas cotidianamente como sinônimos por arquitetos, de forma que não há uma distinção formal entre um e outro.

## Materiais e técnicas
Um croquis, dado o seu aspecto de instantaneidade e diálogo informal, não costuma seguir regras formais de desenho ou técnicas muito elaboradas. Os principais materiais para elaboração de croquis são justamente aqueles que não exigem um refinamento maior de desenho: lápis, barras de grafite, contés, pastéis, crayons, entre outros. Arquitetos também costumam utilizar-se bastante de bicos de pena ou nanquins. Quanto ao suporte, um croquis pode ser realizado em praticamente qualquer material, como as mais diversas variedades de papel.
Quanto à técnica de desenho, normalmente não envolve gestos elaborados ou refinados, como o claro-escuro e sfumato. Costuma caracterizar-se como um desenho de linha pura, com eventuais texturas rápidas, mais representativas que realistas. 

### Galerias variadas de croquis
- Croquis de automóveis - em português
- Croquis diversos - em inglês